# 松岡宏泰
松岡 宏泰（まつおか ひろやす、1966年（昭和41年）4月18日 - ）は、日本の実業家。東宝株式会社代表取締役社長執行役員、東宝東和株式会社取締役会長、関西テレビ放送株式会社非常勤取締役、公益財団法人川喜多記念映画文化財団評議員。

## 経歴・人物
イタリア・ローマで松岡功の長男として生まれる。3人姉弟の真ん中。
慶應義塾幼稚舎、慶應義塾普通部、慶應義塾高等学校を経て、慶應義塾大学法学部法律学科を卒業。大学時代は體育會庭球部でテニス三昧の生活を送る。大学卒業後、アメリカ合衆国のオルブライト大学、ピッツバーグ大学でそれぞれ学ぶ。留学時代には、実弟の修造がプロテニス選手として遠征した際、休日を利用してサポートをしたこともあった。
1992年、ピッツバーグ大学経営大学院を修了後、ハリウッドの大手エンターテイメントエージェンシーとして知られるインターナショナル・クリエイティブ・マネージメントに入社。そこで資料整理などの仕事を担い、ハリウッド映画会社の裏側を大いに学んだ。
1994年、帰国。東宝東和に入社。1998年に取締役となり、段階を踏んで昇進、2008年に代表取締役社長、2015年に代表取締役会長となった。2022年現在は取締役会長。

### 東宝社長
2014年、東宝取締役に就任。2018年に常務取締役、2021年に取締役 常務執行役員にそれぞれ就く。東宝では映像本部（映画調整部、映画企画部、国際部）の事業の統括を担当する。2022年5月26日付で島谷能成の後任として、第15代社長に就任した。

## 家系・親族
松岡家は元々摂津国有馬郡塩瀬村（現・兵庫県西宮市塩瀬町）において地域の門閥家であったとされる一族で、高祖父にあたる松岡修造（弟と同姓同名）が大阪で実業家として成功を収めたことで財を成した。修造の養子で家督を継いだ松岡潤吉は修造と共に設立した松岡汽船など、養父の遺した企業の経営を続けながら呉羽紡績（現：東洋紡）の設立などにも携わり、1933年には兵庫県で第5位の資産家になるまでの財力を築いた。さらに潤吉はこの財力を背景に、兵庫県選出の多額納税者議員として貴族院議員を務め、また小林一三の次男・辰郎を婿養子として松岡家に迎え入れることで、関西財界の有力一族であった小林家と縁戚関係を結んだ。辰郎の娘が一三の三男・米三の養女に迎えられたことで、両家の関係は更に緊密なものとなり、同家も小林家を中心とした阪急東宝グループ（現・阪急阪神東宝グループ）に組み込まれて、関西財界の名門一族になった。
- 高祖父：松岡修造（実業家：松岡汽船創業者）
- 曾祖父：松岡潤吉（実業家・政治家：松岡汽船創業者社長、元貴族院議員）
- 曾祖父：小林一三（実業家・政治家：阪急東宝グループ創業者）
- 曾祖叔父：田邊七六（政治家：元衆議院議員）
- 曾祖叔父：田邊宗英（実業家：第4代後楽園スタヂアム社長）
- 祖父：松岡辰郎（実業家：元松岡汽船社長、第9代東宝社長）
- 大伯父：小林富佐雄（実業家： 東宝・東洋製罐社長）
- 大叔父：小林米三（実業家：元阪急電鉄社長、関西テレビ放送初代社長）
- 従祖叔父：田邊圀男（政治家：第31代総理府総務長官、第12代沖縄開発庁長官、第3代山梨県知事）
- 父：松岡功（テニス選手・実業家：元デビスカップ日本代表、第11代東宝社長、現東宝名誉会長）
- 母：千波静（元宝塚歌劇団星組男役、本名：松岡葆子（旧名：静子）、宝塚歌劇団44期生）
- 弟：松岡修造（タレント、スポーツ解説者、元男子プロテニス選手、兼スポーツキャスター）
- 義妹：田口恵美子（アナウンサー）
- 姪：稀惺かずと （宝塚歌劇団105期生）
- 姉
- 義兄：辻芳樹（辻調理師専門学校校長）
- 甥：辻雄康（姉・敏子と義兄・辻芳樹の長男、ラグビー選手）
- 義伯父：三村庸平（実業家：元三菱商事社長・会長）
- 義伯父：小林公平（実業家：元阪急電鉄社長・会長、元阪急東宝グループ代表、関西テレビ放送元会長）
- 従叔父：鳥井信一郎（実業家：元サントリー社長・会長）
- 従兄：小林公一（実業家：阪急電鉄常任監査役、元宝塚歌劇団理事長）
- 従妹：田中里衣（女優：宝塚歌劇団76期生、母の妹・千波薫の子）
- 再従兄：鳥井信宏（実業家：サントリーホールディングス代表取締役副社長、従叔父・鳥井信一郎の子）